# یوشیهیرو تاکایاما
یوشیهیرو تاکایاما (انگلیسی: Yoshihiro Takayama؛ زادهٔ ۱۹ سپتامبر ۱۹۶۶) کشتی‌گیر کشتی حرفه‌ای، ورزشکار هنرهای رزمی ترکیبی و بازیگر اهل ژاپن است.